# Ivan Morane
 (janvier 2015).
Si vous disposez d'ouvrages ou d'articles de référence ou si vous connaissez des sites web de qualité traitant du thème abordé ici, merci de compléter l'article en donnant les références utiles à sa vérifiabilité et en les liant à la section « Notes et références ».
Pour les articles homonymes, voir Morane (homonymie).
Ivan Morane (né Ivan Michel Nicolas Messberg en 1956 à Neuilly-sur-Seine) est un metteur en scène de théâtre et d'opéra, comédien, éclairagiste et auteur français. 
Il a dirigé trois théâtres : Théâtre de Dix heures à Paris (1978-1979), Théâtre de Vanves (1993-1996), Scène nationale d'Albi (1996-2006). Il fut le directeur artistique de la Compagnie Ivan Morane depuis sa création en 1982 jusqu'à sa fermeture en 2023, et le fut de Zellig, ensemble de musique contemporaine, de 2010 à 2018.

## Biographie
Ivan Morane est le fils du journaliste, homme de radio, de cinéma et de théâtre Serge Messberg, dit Jean Serge (1916-1998), et de la comédienne Jacqueline Pileyre, élève de Louis Jouvet, qui a joué au théâtre sous le pseudonyme de Jacqueline Morane (1915-1972). Une des quatre sœurs de son père était la journaliste de théâtre, longtemps critique au journal Le Monde, Colette Godard (1926-2022). Il est par ailleurs le petit cousin de René Goscinny, fils de sa grand-tante Anna Beresniak.
Comme son frère Francis Messberg, réalisateur de spectacles sous le nom de Francis Morane (1940-2002), et sa sœur Dominique Messberg, administratrice de théâtres sous le nom de Dominique Morane (née en 1943), il prend très tôt le pseudonyme de sa mère pour commencer à mener une carrière au théâtre. 
Dès l'âge de 7 ans, il suit sa famille sur les festivals de théâtre, et se forme dès cet âge à la régie son et lumière. À 11 ans, il fait sa première régie de plateau (L'Arlésienne de Daudet et Bizet monté par son père à l'occasion de l'inauguration de la maison de la culture du Creusot en 1967) et l'on trouve son nom pour la première fois dans un programme comme régisseur général en 1969 pour le festival de Coussac-Bonneval (Haute-Vienne) dans un spectacle mis en scène par son père : Ils ont tué Henri IV. À partir de ce moment, il devient assistant à la mise en scène permanent au Festival national Corneille de Barentin (Seine-Maritime). C'est là qu'à 15 ans, en 1971, il joue comme acteur pour la première fois dans Dom Sanche d'Aragon de Pierre Corneille. Ce spectacle, dans lequel joue également sa mère, sera aussi pour elle le dernier; déjà malade, elle meurt d'un cancer quelques mois après cette « passation de flambeau». 
En 1971, il est l'assistant à la mise en scène de Georges-François Hirsch pour La Belle et la Bête de Jean Cocteau avec Geneviève Casile et Michel Le Royer. Régisseur général du Festival de Bellac en 1972, il est l'assistant cette année-là de Edmond Tamiz, et joue avec Sacha Pitoëff une pièce de Jean Giraudoux, mise en scène par Pierre Franck, L'Impromptu de Paris.
Sonorisateur de Georges Brassens en 1973 pour une tournée en région parisienne, il devient le régisseur des tournées du T.R.P. (Théâtre de la région parisienne, présidé par le sénateur-maire de Cachan, Jacques Carat) durant plusieurs années.  
En 1973, il interprète le rôle d'Hippolyte dans Phèdre de Racine avec Alberte Aveline de la Comédie-Française. 
En 1974, l'année où il passe son baccalauréat, il signe à 17 ans sa première mise en scène : Faust de Goethe avec Michel Etcheverry de la Comédie-Française (Méphisto), Jean-Pierre Andréani (Faust), Hélène Arié (Marguerite)… Il a écrit l'adaptation, et s'inscrit à cette occasion à la SACD dont il est aujourd'hui sociétaire. Continuant ses études au lycée Henri-IV à Paris en hypokhâgne et khâgne, il présente le concours d'entrée à l'École normale supérieure en 1976, et le rate, montant le mois du concours sa première mise en scène lyrique: La Vie Parisienne d'Offenbach sous un chapiteau sur l'Esplanade des Invalides à Paris. Licencié en lettres l'année suivante à la Sorbonne, il fait une rapide incursion dans l'enseignement comme professeur de français en 1re dans un cours privé à Paris avant de se consacrer exclusivement au théâtre. 
Il continue comme régisseur (au TRP avec Laurent Terzieff sur Rubezahl de Milosz, Barbara...), comme assistant, et prend la direction d'un théâtre à Paris durant une année 1978/1979 : le Théâtre de Dix-heures où il programme Font et Val, Bernard Dimey, David Mac Neil… et y signe des mises en scène.
Éclairagiste depuis 1971, il a créé les lumières de presque toutes ses mises en scène, ainsi, entre autres, de "Colas Breugnon" de Romain Rolland interprété depuis 1983 par Jean-Paul Audrain, "Le lieutenant Gustel" d'Arthur Schnitzler mis en scène par Jean Gillibert, d'une pièce chorégraphique de Bernard Coignard "La diagonale du cerisier", de la pièce de Jean-Luc Lagarce: "Juste la fin du monde" mes Jean-Charles Mouveaux en 2017, d' "Au risque de la joie" adaptation, mise en scène et interprétation Esther Ebbo d'après Anne Dufourmantelle au Festival d'Avignon 2023, de trois spectacles mis en scène par Bénédicte Nécaille ("Le sourire au pied de l'échelle" d'après Henry Miller avec Denis Lavant (2019), "La Fontaine à fabules" d'après Jean de La Fontaine (2023), "Le dernier parfum" de Bénédicte Nécaille (2026).
En 1979, il monte dans la cour du Palais-Royal une adaptation qu'il a écrite du Songe d'une nuit d'été de Shakespeare avec Jean-Luc Moreau dans Puck. Il aborde le théâtre de Pierre Corneille en 1981 en montant deux tragédies : Agésilas et Tite et Bérénice, crée une association à Rouen, Le Mouvement Corneille, dont il est alors le premier président, et en juillet 1982, il fonde sa Compagnie, la Compagnie Ivan Morane, fermée en 2023, et ayant produit une quarantaine de créations. 
Depuis 2002, il est de nouveau plus présent comme comédien, et a joué dans la plupart des productions de sa Compagnie. Il met également en scène des opéras (Rossini, Offenbach, Thierry Pécou…). Parallèlement, il monte de grands spectacles de plein air; le premier: le Son et lumière du Château de Saint-Fargeau en 1979, le plus récent : Cérémonie du 80ème anniversaire du débarquement à Omaha Beach en 2024, en passant par la réalisation du transfert des cendres d'Alexandre Dumas au Panthéon en 2002, et dirige des théâtres: Théâtre de Vanves (Hauts-de-Seine) 1993/1996, Scène Nationale d'Albi (Tarn) 1996/2006, et devient alors de 2003 à 2006 président de l'Association des scènes nationales. 
De 2010 à 2018, il a été le directeur artistique d'un ensemble de musique contemporaine français: Zellig.
Il donne de très nombreuses lectures - en particulier une intégrale (16h) du "Temps retrouvé" de Marcel Proust au Musée Henner en novembre 2022 - pour de nombreuses associations et Festivals, enregistre des livres audio (dont "Une journée d'Ivan Denissovitch" de Soljenitsyne coup de cœur 2018 de l'Académie Charles Cros) et enregistre des commentaires pour des films documentaires.

## Metteur en scène de théâtre et d'opéra
- 1974 : Faust de Goethe, avec Michel Etcheverry, Jean-Pierre Andréani, Hélène Arié, Huguette Cléry-Hatem...
- 1976 : La Vie parisienne de Jacques Offenbach, direction musicale Benoit Renard
- 1979 : Cherche homme pour faucher terrain en pente d'Any Romand et Florence Michèle
- 1979 : Le Songe d'une nuit d'été de Shakespeare, avec Jean-Luc Moreau...
- 1981 : Agésilas de Pierre Corneille
- 1981 : Tarif de nuit de Vincent Skimenti
- 1981 : Tite et Bérénice de Pierre Corneille
- 1982 : Horace de Pierre Corneille, avec Jean-Paul Audrain...
- 1983 : Corneille, moi j'aime de Sylvie Ollivier et Ivan Morane
- 1983 : L'Écho du silence de Sylvie Ollivier
- 1985 : Signé Bobby Sands, d'après le journal et les poèmes de Bobby Sands
- 1988 : Rodogune de Pierre Corneille
- 1989 : La Fausse Suivante de Marivauxn avec Hélène Cinque...
- 1990 : Monsieur de Pourceaugnac de Molière
- 1991 : Falstaff de Florence Violet, d'après Shakespeare, avec Jean-Claude Sachot, Roger Cornillac...
- 1991 : Le Café de Rainer Werner Fassbinder
- 1992 : Lettres clandestines de Pierre Mertens
- 1992 : Le Voyage d'hiver de Schubert, avec François Le Roux et Michel Etcheverry (textes de Goethe)
- 1993 : Scène(s) de ménage; d'après Jean Anouilh, Guy de Maupassant, Eugène Ionesco, Shakespeare...
- 1994 : Labiche, sur des airs d'Offenbach (La Dame au petit chien et Un mouton à l'entresol d'Eugène Labiche)
- 1995 : Médecins malgré eux d'Ivan Morane
- 1997 : Le Passage de Véronique Olmi
- 1997 : Mémoire(s), spectacle théâtral et musical issu d'ateliers d'écriture dans un quartier d'Albi
- 1998 : Labiche-Tentation (La Dame aux jambes d'azur et La Femme qui perd ses jarretières d'Eugène Labiche), avec la troupe d'Opéra Éclaté d'Olivier Desbordes11
- 1999 : A par B, d'après Antonin Artaud
- 2001 : Le Verre d'eau, montage d'Yves Chevallier d'après Francis Ponge
- 2002 : Choses vues de Victor Hugo
- 2003 : Le Barbier de Séville, opéra de Rossini, direction musicale Amaury du Closel
- 2003 : Les Mémoires d'Hector Berlioz
- 2004 : Con fuego!, théâtre musical de Gilbert Clamens
- 2005 : Karl Marx, le retour de Howard Zinn
- 2005 : Un chorus pour Boris, montage de textes de Boris Vian
- 2006 : Hop et Rats, opéra de Thierry Pécou
- 2006 : Barbe-Bleue, opéra de Jacques Offenbach
- 2007 : Paroles de poilus, montage de Jean-Pierre Guéno
- 2008 : La Tour des miracles de Georges Brassens
- 2009 : Callas, montage d'airs d'opéra (Verdi, Massenet, Puccini...), avec Sabine Steffan
- 2009 : Rire ou ne pas rire, montage d'après Topor, Ribes, Shakespeare, Obaldia...
- 2010 : Les 40e Délirants de Raymond Devos
- 2010 : La Mémoire du petit prince, d'après la correspondance de Saint-Exupéry, avec Marie-Christine Barrault
- 2011 : Faire danser les alligators sur la flûte de pan, montage d'Émile Brami à partir de la correspondance de Céline, avec Denis Lavant
- 2011 : Cordes et Âmes, montage de Nadine Eghels à partir de textes d'Artaud, Aragon, Cabanis... et des musiques de Fénelon, Cavanna..., avec Silvia Lenzi (violes de gambe)
- 2012 : Impressions Debussy, montage de la correspondance de Debussy avec Vincent Larderet (piano), Silvia Lenzi (violoncelle), la voix de Marie-Christine Barrault...
- 2012 : Faire bouillir le chevreau dans le lait de sa mère, montage de Mikaël Hirsch et Émile Brami, d'après des textes de Proust et Céline
- 2012 : Scène(s) de ménage de Courteline, Shakespeare, Molière, Maupassant, Anouilh, Ionesco, Feydeau
- 2013 : Lettres à Lou, montage d'après les lettres d'Apollinaire, avec Silvia Lenzi (musicienne)...
- 2014 : Jaurès vivant, montage de textes de Jean Jaurès
- 2014 : La Chute d'Albert Camus, adaptation de Catherine Camus
- 2014 : Du luxe et de l'impuissance de Jean-Luc Lagarce, avec Jean-Charles Mouveaux
- 2016 : Une vie (mode d'emploi...), de Silvia Lenzi et Émile Brami
- 2017 : Le Pavé dans la Marne de Jean-Paul Farré
- 2021 : Le Procès Eichmann à Jérusalem de Joseph Kessel
- 2021 : La Tour des Miracles d'après Georges Brassens, adaptation Ivan Morane
- 2022 : Monsieur Proust de Céleste Albaret, adaptation Ivan Morane avec Céline Samie
- 2024: Chefs d'Œuvre, des mots et des notes d'après les correspondances de Debussy, Fauré et Ravel

## Mises en scène de grands spectacles
- 1979 : Son et Lumière de Saint-Fargeau
- 1980 : La Chute de la maison Usher, d'après Edgar Allan Poe, au château de La Bussière (Yonne)
- 1981 : Gargantua d'après Rabelais, à l'abbaye de Bourgueil (Indre-et-Loire)
- 1982 : Pantagruel d'après Rabelais, à l'abbaye de Bourgueil (Indre-et-Loire)
- 1983 : Son et Lumière du château de Blois
- 1986 : Le Curé d'Ars et son temps, au château d'Ars
- 1988 : Mémoires de Berlioz, à Aulnay-sous-Bois, avec 300 choristes et un comédien
- 1988 : Y a de la joie, grand spectacle devant la mairie de Puteaux (Hauts-de-Seine)
- 1989 : Citoyens franciliens de Didier Decoin, dans 20 villes d'Île-de-France
- 1990 : Le Concours, grand spectacle, au Salon de l'agriculture (Paris)
- 1990 : Rabelais, au parc de la Tête d'or à Lyon, avec la voix de Robert Hossein...
- 1991 : En 1557, rue Saint-Georges, place Bellecour à Lyon
- 1992 : L'Écharpe blanche, place Bellecour à Lyon, avec la voix de Robin Renucci...
- 1997 : Les Bâtisseurs de Sainte-Cécile, à la cathédrale d'Albi, avec la voix de Jean Rochefort...
- 2001 : Signatures, à la cathédrale de Reims
- 2002 : Transfert des cendres d'Alexandre Dumas au Panthéon, le 30 novembre en direct sur France 2
- 2012 : Les Ailes du temps, au château de Saint-Germain-en-Laye, avec les voix de Marina Vlady, Marie-Christine Barrault...
- 2020 : Audiovisuel sur la façade du Panthéon à l'occasion du transfert des cendres de Maurice Genevoix
- 2021 : Audiovisuel sur la façade du Panthéon à l'occasion du transfert des cendres de Joséphine Baker
- 2024 : Conception et réalisation de la partie artistique (audiovisuel sur le Panthéon et remontée de la rue Soufflot) de la panthéonisation de Mélinée et Missak Manouchian
- 2024 : Mise en scène à Omaha Beach de la cérémonie du 80ème anniversaire du débarquement

## Comédien
- 1971 : Don Sanche d'Aragon de Pierre Corneille, avec Jacqueline Morane, mes Jean Serge
- 1972 : Brutus de Catherine Bernard, mes Jean Serge
- 1972 : Le Cantique des cantiques de Jean Giraudoux, avec Sacha Pitoëff, mes Pierre Franck
- 1972 : Le Cid, mes Jean Serge
- 1973 : Ariane de Thomas Corneille, mes Jean Serge
- 1974 : Phèdre de Jean Racine (rôle d'Hippolyte), mes Jean Serge
- 1974 : Othon de Thomas Corneille, mes Jean Serge
- 1975 : La Place Royale de Pierre Corneille, mes Jean Serge, avec Yolande Folliot, Emmanuel Dechartre...
- 1976 : Mélite de Pierre Corneille, mes Jean Serge, avec Fanny Cottençon...
- 1977 : Polyeucte de Pierre Corneille, mes Jean Serge
- 1978 : Théodore, vierge et martyre de Pierre Corneille, mes Jean Serge
- 1979 : Suréna de Pierre Corneille, mes Jean Serge
- 1992 : Dom Juan de Molière, mes Jean-Paul Audrain
- 2002 : Choses vues de Victor Hugo, mes Ivan Morane
- 2003 : Les Mémoires d'Hector Berlioz, mes Ivan Morane
- 2005 : Karl Marx, le retour d'Howard Zinn, mes Ivan Morane
- 2005 : Un chorus pour Boris de Boris Vian, mes Ivan Morane
- 2007 : Paroles de poilus, montage de Jean-Pierre Guéno, mes Ivan Morane
- 2008 : Voix marines, oratorio de Thierry Pécou
- 2008 : La Tour des miracles de Georges Brassens, mes Ivan Morane
- 2009 : Rire ou ne pas rire, montage d'après Topor, Ribes, Shakespeare, Obaldia...
- 2010 : Les 40e Délirants de Raymond Devos, mes Ivan Morane
- 2010 : La Mémoire du petit prince, d'après la correspondance de Saint-Exupéry, avec Marie-Christine Barrault et Silvia Lenzi, mes Ivan Morane
- 2011 : Cordes et Âmes, montage de Nadine Eghels, avec Silvia Lenzi (violes de gambe,) mes Ivan Morane
- 2012 : Impressions Debussy, montage de la correspondance de Debussy, avec Vincent Larderet (piano), Silvia Lenzi (violoncelle)..., mes Ivan Morane
- 2012 : Faire bouillir le chevreau dans le lait de sa mère, montage de Mikael Hirsch et Émile Brami, d'après des textes de Proust et Céline, mes Ivan Morane
- 2013 : Lettres à Lou, montage d'après les lettres d'Apollinaire, mes Ivan Morane
- 2014 : Andromaque de Jean Racine, mes Kristian Frédric, avec Denis Lavant...
- 2014 : Jaurès vivant, montage de textes de Jean Jaurès, mes Ivan Morane
- 2014 : La Chute d'Albert Camus, adaptation de Catherine Camus et François Chaumette, mes Ivan Morane
- 2017 : Le Chemin des dames de Bruno Jarrosson, mes Yves Carlevaris
- 2020 : Un amour de Frida Kahlo de Gérard de Cortanze
- 2021 : Le Procès Eichmann à Jérusalem de Joseph Kessel
- 2021 : La Tour des Miracles d'après Georges Brassens
- 2021: Tu aimes trop la littérature, elle te tuera d'après la correspondance Sand/Flaubert avec Marie-Christine Barrault
- 2022: Je vous aime tous bien, sans en avoir l’air !  d'après la correspondance d'Erik Satie avec Vincent Leterme (piano)
- 2022: Le temps retrouvé de Marcel Proust
- 2023 : Dans la solitude des champs de coton de Bernard-Marie Koltès avec Xavier Gallais, mes Kristian Fredric
- 2023: Correspondance François Mitterrand / Anne Pingeot avec Élise Lhomeau[1]
- 2023: Le chant du peuple juif assassiné de Katzenelson
- 2024: Correspondance Pauline et Napoléon Bonaparte avec Marie-Christine Barrault
- 2024: Alors mon petit cœur, comment te sens-tu ? d'après la correspondance d’Anton Tchekhov avec Vincent Leterme (piano)
- 2024: L'éternel printemps de Gabriel Fauré avec Sophie Lemonnier-Wallez (violon) et Vincent Leterme (piano)
- 2024: Maurice Ravel, l'homme complexe avec Sophie Lemonnier-Wallez (violon) et Véronique Briel (piano)
- 2025: Le Général Dumas, mythe et réalité d'après la correspondance du Général Dumas et les mémoires d'Alexandre Dumas
- 2025: Correspondance Proust/Geneviève Straus d'après leurs correspondances
- 2025: François Mitterrand, l'amoureux à la lettre, montage autour des textes aimés par et de François Mitterrand avec Élise Lhomeau

## Distinctions
- Chevalier des Arts et Lettres, 2005.
- Officier des Arts et Lettres, 2016[2].
- Coup de cœur Parole Enregistrée et Documents Sonores 2019 de l’Académie Charles-Cros, proclamé le 15 septembre 2019 au Jardin du Musée Jean de la Fontaine à Château-Thierry[3]